# Sheraton Warschau

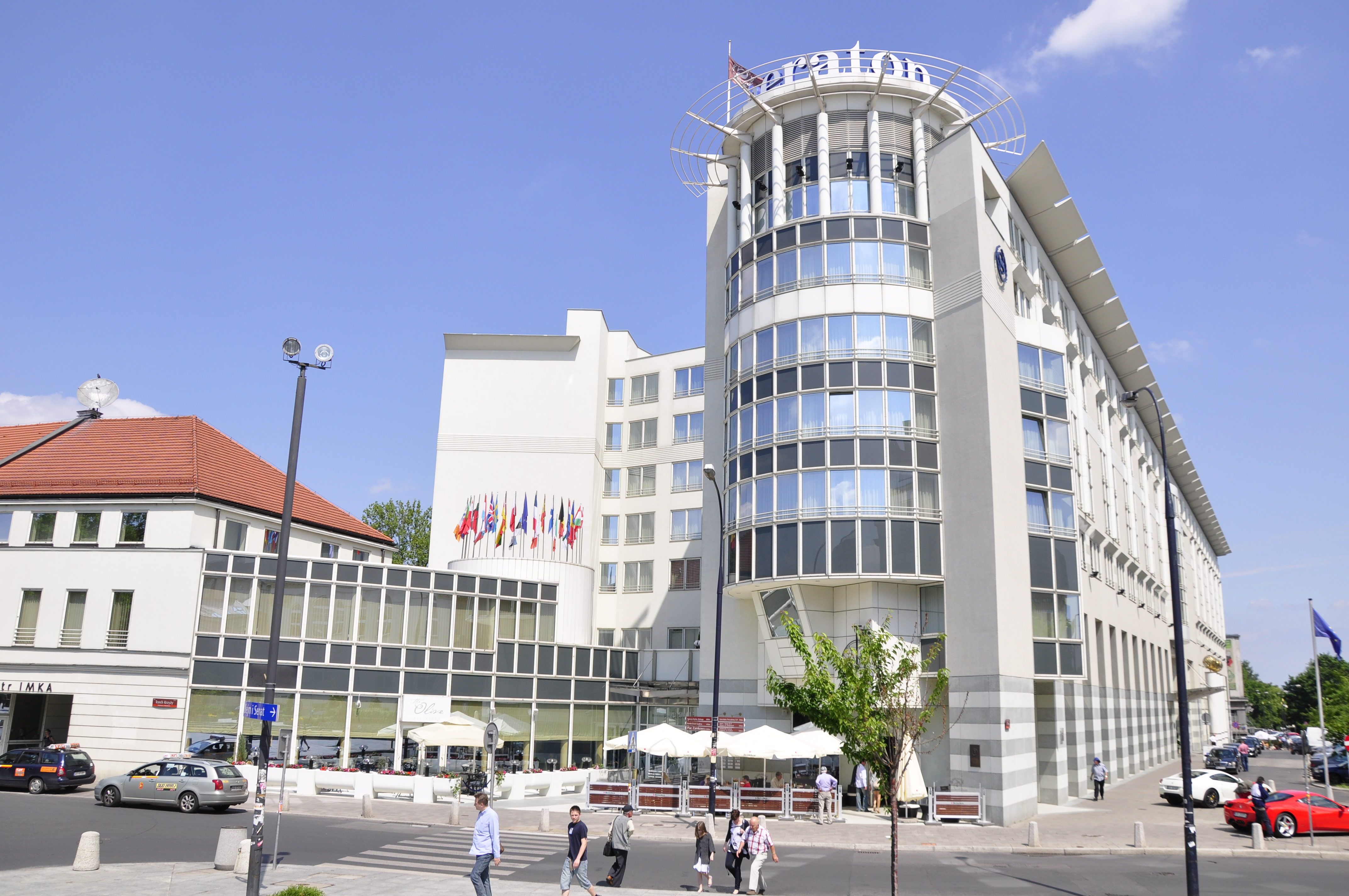
Die dem Plac Trzech Krzyży zugewandte westliche Schulter des Hotels. Links neben dem verglasten Hotelrestaurant wurde ein sich der Architektur des anschließenden Taubstummeninstituts anpassender Verbindungsbau errichtet

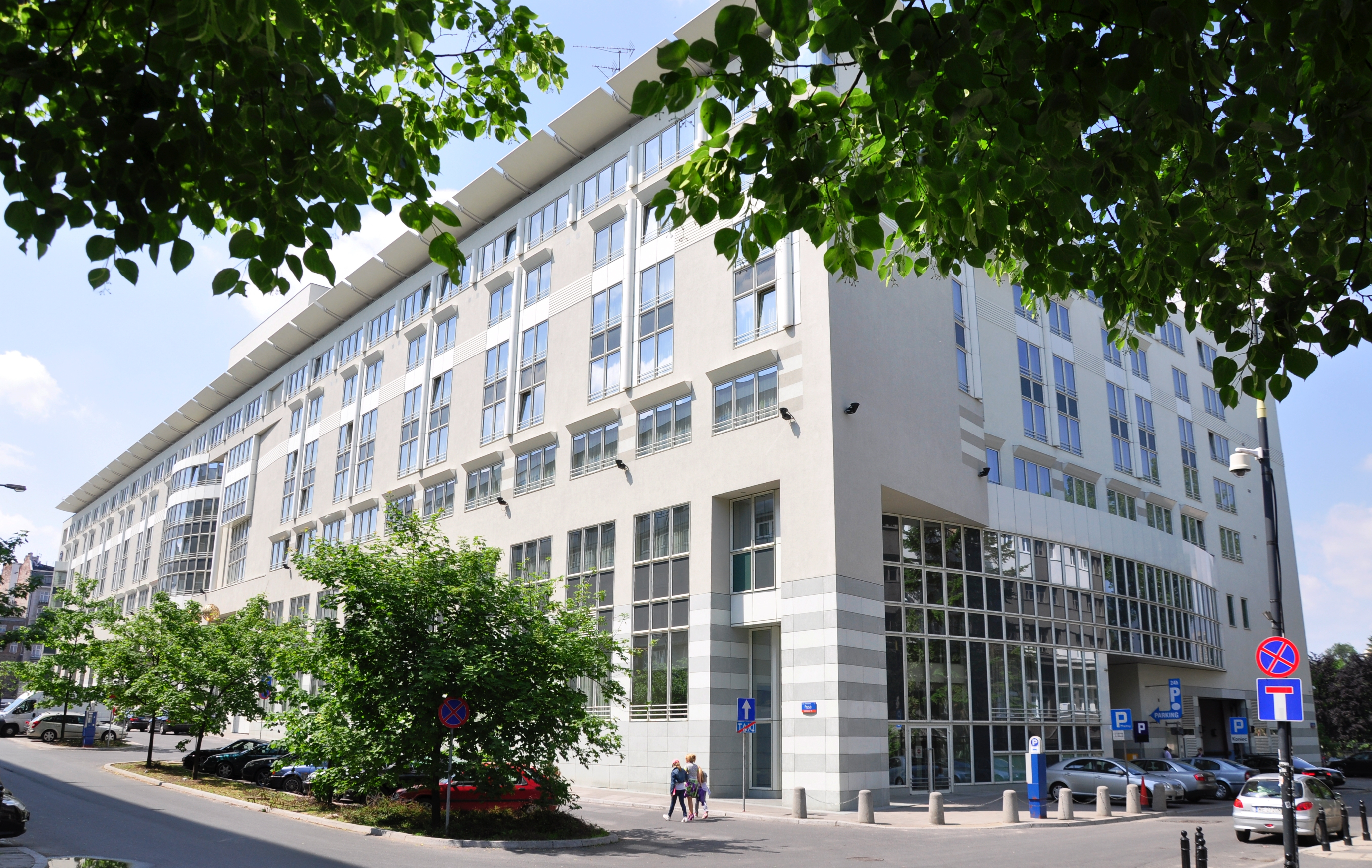
Die Ostschulter des Hotels an der Kreuzung Bolesława Prusa und Marii Konopnickiej. Hier befinden sich Konferenzräume und die Einfahrt zur Tiefgarage

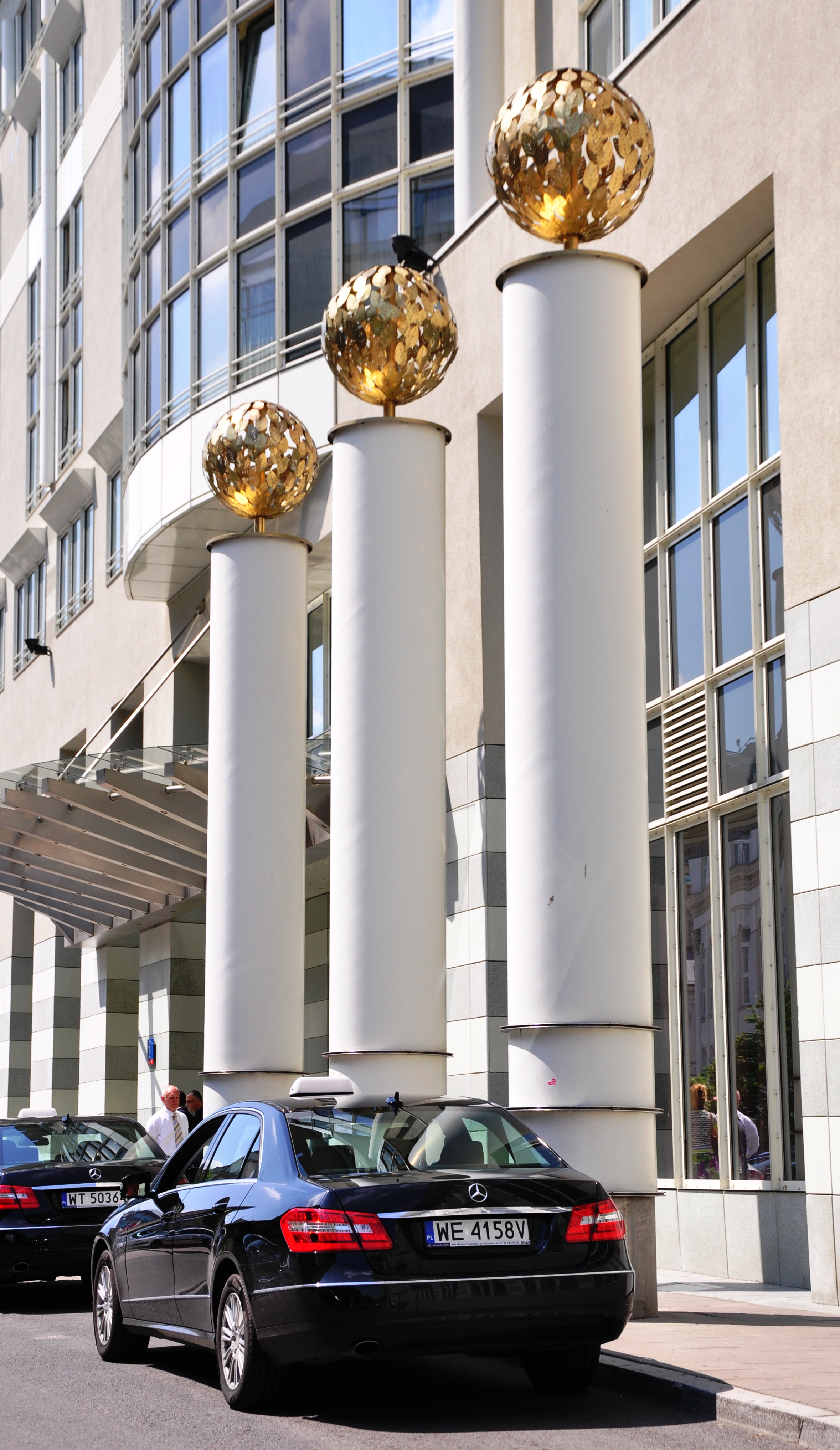
Eingangsbereich/Vorfahrt des Hotels an der Prusa

Das Sheraton Warschau (Eigenname: Sheraton Warsaw Hotel) ist ein 5-Sterne-Hotel im Innenstadtdistrikt von Warschau. Es wird von der Sheraton Hotels & Resorts betrieben und gehört mit seiner Eröffnung im Jahr 1996 zu den ersten modernen Luxushotels der Nachwendezeit in der polnischen Hauptstadt. Das Hotel war mehrfach Sitz von Botschaften.

## Lage
Das Hotel hat die Anschrift Ulica Bolesława Prusa 2, seine westliche Gebäudeschulter liegt am Südostende des Plac Trzech Krzyży und somit am historischen Königstrakt. In ostwärtiger Richtung grenzen – unterbrochen von der kleinen Ulica Marii Konopnickiej – zunächst das Theater „Buffo“ und dann der Śmigły-Rydz-Park (polnisch: Park Marszałka Edwarda Śmigłego-Rydza) mit der Weichselböschung an. Hier befindet sich auch das Museum der Erde. Im Norden wurde das Hotel mittels eines architektonisch angepassten Übergangsgebäudes direkt an das herrschaftliche Taubstummen-Institut (polnisch: Instytut Głuchoniemych im. Jakuba Falkowskiego) angebaut.

## Geschichte
Das Warschauer Sheraton wurde in den Jahren 1994 bis 1996 auf einer brachliegenden Fläche errichtet. Vor dem Zweiten Weltkrieg befand sich hier das Kino „Napoleon“, während der deutschen Besatzungszeit als Kino „Apollo“ umbenannt. Investor war der Sheraton-Konzern, Berater die NDI SA. Entwickler war die Warimpex.
Neben dem Warschauer Haus (welches als erstes Sheraton-Objekt in Polen errichtet wurde) betreibt die Sheraton-Gruppe noch Hotels in Sopot, Posen und Krakau.
Mehrfach befanden sich im Warschauer Sheraton vorübergehend Botschaften, so der Länder Katar, Kuwait, Luxemburg und der Vereinigten Arabischen Emirate.

## Architektur
Das Hotel besteht aus einem rund 130 Meter langen und 20 Meter breiten Frontgebäude, das sich in West-Ost-Richtung entlang der Prusa erstreckt. Nach hinten (Norden) sind drei unterschiedlich tiefe (40, 35 und 30 Meter) Flügel angebaut, die mit je einem halbrunden Kopfstück enden.
Die Höhe des Gebäudes ist der Umgebung angepasst, es verfügt über 7 oberirdische sowie 3 unterirdische Stockwerke. In letzteren sind eine Tiefgarage sowie der Fitnessclub des Hotels untergebracht. Das Gesamtobjekt umfasst 39.000 Quadratmeter Nutzfläche, auf denen 352 Zimmer und Suiten, 16 Konferenzräume und ein Ballsaal sowie verschiedene gastronomische Einrichtungen (die Bar „Someplace Else“, das asiatische Restaurant „The Oriental“, das polnisch-mediterrane Restaurant „Lalka“, das Wiener Cafe „Cafe Imperial“) verteilt sind.

## Bedeutende Gäste
- Madeleine Albright
- Pamela Anderson (2000)
- José Carreras
- José Cura
- Catherine Deneuve
- Shirley MacLaine
- Sophia Loren
- Vanessa-Mae
- Chris Rea
- Jane Seymour
- Königin Sophia von Spanien
- Iggy Pop
- Wladimir Putin[3]